# Vibratietraining
Vibratietraining is een techniek die in 1988 is ontwikkeld door dr. ing. H. Schiessl  en die sinds 1998 wordt toegepast in training en revalidatie. Men refereert bij deze term meestal naar vibratiestimulatie van het hele lichaam (whole body vibration), terwijl ook delen van het lichaam kunnen worden gestimuleerd. 
Grondgedachte is dat het lichaam, met name de spieren, op een natuurlijke wijze wordt gestimuleerd en hierdoor de fysieke gesteldheid van het lichaam wordt verbeterd. 
Een vibratietrainingapparaat bestaat uit een platform waarop men kan staan en is begonnen met  een biologisch correct kantelsysteem, waarbij 1 been omhoog wordt geduwd terwijl het andere been omlaag gaat, vergelijkbaar met het lopen. Naast een verticale stimulatie wordt het lichaam tevens uit balans gebracht, wat ook een balansreactie uitlokt.
Omdat de verticale bewegingsuitslag beperkt is (regelbaar van vrijwel 0 tot maximaal 13 mm), is de stimulatie voor ieder mens goed in te stellen. De stimulatie-effecten zijn frequentie-afhankelijk en kunnen gericht zijn op verbetering van balans en coördinatie (lage frequentie, 5 Hz), mobiliseren en ontspanning (10 Hz) en training (12-30 Hz). Hz staat voor hertz = 'aantal trillingen per seconde'.
Hoewel sommige apparaten met hogere frequenties werken is dit af te raden, omdat dit leidt tot vermindering in het aantal bloedvaten in de spieren en vermindering in doorbloeding. 
Vibratietraining is ontwikkeld voor het verbeteren van spiervermogen, balans en botkwaliteit bij met name ouderen en laag-belastbare mensen. Later is gebleken dat het principe van 'kantel'-vibratietraining nog veel meer positieve effecten oplevert.
Aangezien vibratietraining in Nederland als 'Cellulitis-verbrander' op de markt is geplaatst, heeft het niet de kwaliteitsstatus die het wel heeft in andere landen zoals Duitsland en de Verenigde Staten, waar het "Galileo-principe" als officiële therapievorm wordt ingezet.
Vibratietraining wordt toegepast binnen de (top)sport, fitness, wellness, geriatrie en medische wereld en is met onderzoeken aan meer dan 70 universiteiten ter wereld een van de meest bestudeerde trainings- en revalidatieprincipes ter wereld.